# Département de Libertador General San Martín (Misiones)
Pour les articles homonymes, voir Département de Libertador General San Martín.
Le département de Libertador General San Martín est une des 17 subdivisions de la province de Misiones, en Argentine. Son chef-lieu est la ville de Puerto Rico.
Le département a une superficie de 1 451 km2. Sa population s'élevait à 42 440 habitants, selon le recensement de 2001 (INDEC).